# Feta

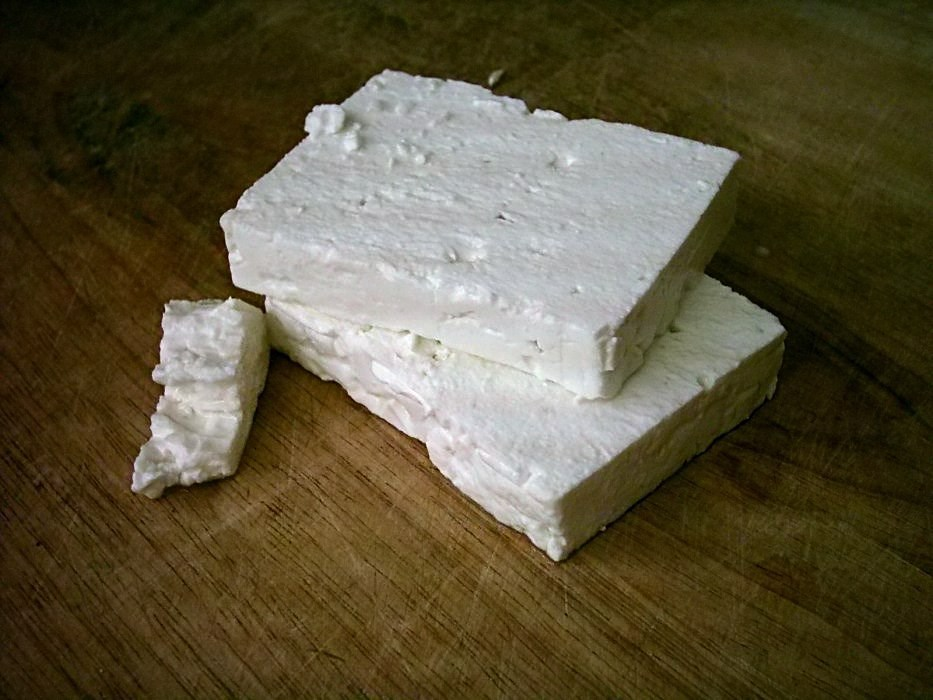
Skibki sera feta

Feta (nowogr. φέτα – „plaster”) – ser pochodzący z Grecji. Tradycyjnie zbliżone wyroby powstają w Albanii i Bułgarii.
Ser feta jest produkowany z mieszanki pasteryzowanego mleka owczego z mlekiem kozim (to drugie stanowi maksymalnie 30% mieszanki) lub tylko z mleka owczego. Niedozwolone jest używanie środków konserwujących lub koloryzujących, okres dojrzewania wynosić musi co najmniej 3 miesiące, szczegółowe wymogi technologii i kwalifikacje personelu zostały w Grecji prawnie unormowane i podlegają częstej kontroli.
Należy do grupy serów miękkich o zawartości tłuszczu ok. 40%. Jest serem kruchym, dobrze topiącym się w wysokiej temperaturze.
Feta jest serem bardzo chętnie podrabianym. Według danych greckiego ministerstwa rolnictwa światowy rynek sprzedaży sera Feta osiąga 400–500 tysięcy ton, podczas gdy Grecja eksportowała w roku 2003 jedynie 89 tysięcy ton.

## Oznaczenie pochodzenia
Od 14 października 2002 ser feta jest produktem z chronioną nazwą pochodzenia. Zgodnie z odpowiednimi przepisami UE (mającymi zastosowanie w UE i Irlandii Północnej), a także podobnymi przepisami brytyjskimi, tylko te sery produkowane w tradycyjny sposób w określonych obszarach Grecji, które są wytwarzane z mleka owczego lub z mieszanki mleka owczego i do 30% mleka koziego z tego samego obszaru, mogą być nazywane feta.